# Vase de Noces
Vase de Noces è un film del 1974 diretto da Thierry Zéno.
Film grottesco belga prodotto e sceneggiato dallo stesso regista in collaborazione con l'unico attore "umano", Dominique Garny.
È stato anche noto con il titolo informale di The Pig Fucking Movie.

## Trama
Il film segue le singolari vicende personali di un uomo malato di mente che risiede in una fattoria rurale nelle campagne del Belgio.
Egli dimostra sin dall'inizio segni di squilibrio mentale grave, legando teste di bambole alle teste dei piccioni, collezionando le proprie feci in barattoli e decapitando una gallina per il proprio malato piacere personale.
L'uomo è però particolarmente ossessionato da una scrofa della sua fattoria, con la quale, ci viene mostrato, ha rapporti sessuali zoofili, credendo di esserne ricambiato. Presto la scrofa darà alla luce anche dei maialini deformi che lui cercherà di sfamare imboccandoli; questi tuttavia rifiuteranno questo approccio e preferiranno rifocillarsi di latte direttamente dalla tinozza. Essi saranno ostili nei suoi confronti, preferendo la compagnia della propria madre, scatenando la rabbia dell'uomo che per liberarsi di loro, oramai offeso nel profondo, li appenderà e li lascerà morire all'aperto.
La scrofa, scoperti i resti della sua progenie, inizierà una folla corsa intorno alla fattoria, strillando e precipitando in una fossa fangosa dove morirà annegata.
Il protagonista, trovato il cadavere della sua amata, ne rimane orrendamente sconvolto e decide di darle una diversa sepoltura nei campi antistanti la sua fattoria, tentando poi di sotterrarsi lui stesso al suo fianco, non riuscendoci.
Preso da un'ira irrefrenabile inizia a vagare per casa distruggendo e spargendo gli oggetti (compresi i barattoli contenenti le sue stesse urine) che vi sono all'interno. Dopodiché preparerà un tè composto dalle sue stesse urine e feci, consumandolo con avidità, vomitandone successivamente il contenuto a sua volta.
Nelle ultime fasi del film, una volta salita la scala del granaio, si impiccherà con una corda, lasciando il suo spirito libero di fluttuare verso il cielo.

## Censura
Il film, sebbene sconti una scarsa conoscenza da parte della maggior parte del pubblico mondiale ed appartenga al circuito underground, è alla visione uno dei più controversi film indipendenti mai realizzati, in special modo per il fatto di trattare argomenti estremamente discutibili quali la zoofilia, come si è già accennato, la coprofagia e l'uccisione reale di animali ripresa da telecamera.
Per questi motivi ebbe numerosi problemi con la censura, in particolare in Australia, dove la pellicola fu bollata di "oscenità" e per tre volte bandita e vietata dall'Australian Classification Board.